# Пет Кокс
Пет (Па́трік) Кокс (англ. Patrick Cox; нар. 28 листопада 1952, Дублін, Ірландія) — ірландський і європейський політичний діяч.

## Життєпис
Народився в Дубліні, але виріс у Лімеріку. Кокс здобув вищу освіту в Університеті Лімерік і Триніті-коледжі в Дубліні.
Здобув популярність як тележурналіст, ведучий програми новин «Today Tonight» (1982—1986). З 1989 року — активно діючий політик: обраний членом Парламенту Ірландії і, в тому ж році, депутатом Європарламенту. У 1998—2002 роках — лідер Ліберальної групи в Європарламенті, активний пропагандист євроінтеграції. У 2002—2004 роках — голова Європарламенту. Лауреат Премії Карла Великого (2004).
У травні 2012 президент Європарламенту Мартін Шульц і прем'єр-міністр України Микола Азаров домовилися про створення спеціальної Моніторингової місії Європарламенту під керівництвом Пета Кокса і Олександра Квасневського зі спостереження за розглядом справ екс-прем'єр-міністра України Юлії Тимошенко і колишнього міністра МВС Юрія Луценка. Місія діє з червня 2012 року. У квітні 2013 року Європарламент продовжив роботу місії до вересня 2013 року, а від жовтня — до середини листопада 2013.
3 липня 2015 року очолив місію Європарламенту, метою якої є формування «дорожньої карти реформ» Верховної Ради України.

## Нагороди
- Орден «За заслуги» I ст. (Україна, 27 листопада 2024) — за вагомий особистий внесок у розвиток парламентської демократії, підтримку державного суверенітету та територіальної цілісності України[7]